# Alyxia
Alyxia is een geslacht uit de maagdenpalmfamilie (Apocynaceae). Het geslacht bestaat uit struiken, klimplanten en slingerplanten die voorkomen in China, de Himalaya's, Zuidoost-Azië, Maleisië, Indonesië, Australië, Nieuw-Caledonië en de Pacifische eilanden.

## Soorten
- Alyxia acuminata K.Schum.
- Alyxia angustifolia Ridl.
- Alyxia angustissima Merr. & Quisumb.
- Alyxia annamensis Pit.
- Alyxia arfakensis Kaneh. & Hatus.
- Alyxia baillonii Guillaumin
- Alyxia balansae Pit.
- Alyxia bracteolosa Rich. ex A.Gray
- Alyxia buxifolia R.Br.
- Alyxia cacuminum Markgr.
- Alyxia caletioides (Baill.) Guillaumin ex Däniker
- Alyxia celebica D.J.Middleton
- Alyxia clusiophylla (Baill.) Guillaumin
- Alyxia composita Warb.
- Alyxia concatenata (Blanco) Merr.
- Alyxia cylindrocarpa Guillaumin
- Alyxia defoliata Markgr.
- Alyxia efatensis Guillaumin
- Alyxia erythrosperma Gillespie
- Alyxia evansii D.J.Middleton
- Alyxia fascicularis (Wall. ex G.Don) Benth. ex Hook.f.
- Alyxia floribunda Markgr.
- Alyxia funingensis Tsiang & P.T.Li
- Alyxia ganophylla Markgr.
- Alyxia glaucophylla Van Heurck & Müll.Arg.
- Alyxia globosa D.J.Middleton
- Alyxia graciliflora D.J.Middleton
- Alyxia gracilis (Wall. ex A.DC.) Benth. ex Hook.f.
- Alyxia grandis P.I.Forst.
- Alyxia gynopogon Roem. & Schult.
- Alyxia hainanensis Merr. & Chun
- Alyxia halmaheirae Miq.
- Alyxia hurlimannii Guillaumin
- Alyxia ilicifolia F.Muell.
- Alyxia kaalaensis Boiteau
- Alyxia kabaenae Markgr.
- Alyxia kendarica Markgr.
- Alyxia kwalotabaa D.J.Middleton
- Alyxia lackii D.J.Middleton
- Alyxia lamii Markgr.
- Alyxia laurina Gaudich.
- Alyxia leucogyne Van Heurck & Müll.Arg.
- Alyxia linearis Markgr.
- Alyxia loeseneriana Schltr.
- Alyxia longiloba D.J.Middleton
- Alyxia luzoniensis Merr.
- Alyxia magnifolia F.M.Bailey
- Alyxia manusiana D.J.Middleton
- Alyxia margaretae Boiteau
- Alyxia marginata Pit.
- Alyxia markgrafii Tsiang
- Alyxia menglungensis Tsiang & P.T.Li
- Alyxia microphylla Markgr.
- Alyxia minutiflora D.J.Middleton
- Alyxia monticola C.B.Rob.
- Alyxia mucronata D.J.Middleton
- Alyxia muguma D.J.Middleton
- Alyxia mujongensis Markgr.
- Alyxia multistriata Markgr.
- Alyxia nathoi Lý
- Alyxia oblongata Domin
- Alyxia obovatifolia Merr.
- Alyxia oleifolia King & Gamble
- Alyxia oppositifolia Boiteau
- Alyxia orophila Domin
- Alyxia oubatchensis (Schltr.) Guill. ex Boiteau
- Alyxia palawanensis Markgr.
- Alyxia papuana D.J.Middleton
- Alyxia parvifolia (Merr.) Merr.
- Alyxia pilosa Miq.
- Alyxia podocarpa Van Heurck & Müll.Arg.
- Alyxia poyaensis (Boiteau) D.J.Middleton
- Alyxia pseudosinensis Pit.
- Alyxia pugio Markgr.
- Alyxia pullei Markgr.
- Alyxia punctata Kaneh. & Hatus.
- Alyxia purpureoclada Kaneh. & Hatus.
- Alyxia racemosa Pit.
- Alyxia reinwardtii Blume
- Alyxia ridleyana Wernham
- Alyxia rostrata (Markgr.) Markgr.
- Alyxia royeniana Markgr.
- Alyxia rubricaulis (Baill.) Guillaumin
- Alyxia ruscifolia R.Br.
- Alyxia samoensis (Christoph.) A.C.Sm.
- Alyxia sarasinii Guillaumin
- Alyxia scabrida Markgr.
- Alyxia schlechteri H.Lév.
- Alyxia semipallescens F.Muell.
- Alyxia siamensis Craib
- Alyxia sinensis Champ. ex Benth.
- Alyxia sleumeri Markgr.
- Alyxia sogerensis Wernham ex S.Moore
- Alyxia solomonensis D.J.Middleton
- Alyxia spicata R.Br.
- Alyxia squamulosa C.Moore & F.Muell.
- Alyxia stellata (J.R.Forst. & G.Forst.) Roem. & Schult.
- Alyxia sulana Markgr.
- Alyxia tetanifolia Cranfield
- Alyxia tetraquetra Markgr.
- Alyxia thailandica D.J.Middleton
- Alyxia tisserantii Montrouz.
- Alyxia torquata (Baill.) Guillaumin
- Alyxia tropica (P.I.Forst.) D.J.Middleton
- Alyxia uniflora D.J.Middleton
- Alyxia veillonii D.J.Middleton
- Alyxia vera D.J.Middleton

Aganonerion · 
Acokanthera · 
Adenium · 
Aganosma · 
Allamanda · 
Alstonia · 
Alyxia · 
Amalocalyx · 
Anodendron · 
Apocynum .
Asclepias · 
Baharuia · 
Baissea · 
Beaumontia ·
Caralluma · 
Carissa · 
Catharanthus · 
Cerbera · 
Ceropegia (lantaarnplanten) · 
Chonemorpha · 
Cleghornia · 
Cynanchum · 
Dewevrella ·
Dischidia ·
Ditassa  ·
Echites · 
Elytropus · 
Epigynum · 
Eucorymbia · 
Forsteronia · 
Hoodia · 
Hoya · 
Hylaea · 
Huernia · 
Ichnocarpus · 
Ixodonerium · 
Kopsia · 
Landolphia · 
Lhotzkyella · 
Macroditassa · 
Mandevilla · 
Manothrix · 
Margaretta · 
Marsdenia · 
Matelea · 
Melinia ·
Melodinus  · 
Merrillanthus · 
Metaplexis · 
Metastelma · 
Microdactylon · 
Microloma · 
Miraglossum · 
Mitostigma · 
Morrenia · 
Motandra · 
Nautonia · 
Neoschumannia · 
Nephradenia · 
Notechidnopsis · 
Odontadenia · 
Odontanthera · 
Oncinema · 
Oncostemma · 
Ophionella · 
Orbea · 
Orbeanthus · 
Orbeopsis · 
Orthanthera · 
Orthosia · 
Oxypetalum · 
Oxystelma · 
Pachycarpus · 
Pachycymbium · 
Pachypodium · 
Papuechites · 
Parameria · 
Parapodium · 
Parepigynum · 
Parsonsia · 
Pectinaria · 
Pentacyphus · 
Pentarrhinum · 
Pentasachme · 
Pentastelma · 
Pentatropis · 
Peplonia · 
Pergularia · 
Periglossum · 
Petopentia · 
Pherotrichis · 
Philibertia · 
Piaranthus · 
Pleurostelma · 
Plumeria · 
Pseudolithos · 
Quaqua · 
Quisumbingia · 
Raphistemma · 
Raphionacme · 
Rauvolfia · 
Rhyncharrhena · 
Rhyssolobium · 
Rhyssostelma · 
Rhytidocaulon · 
Riocreuxia · 
Rojasia · 
Sarcolobus ·
Sarcostemma · 
Schistogyne · 
Schistonema · 
Schubertia · 
Secamone · 
Secamonopsis · 
Seutera · 
Sindechites · 
Sisyranthus · 
Solenostemma · 
Sphaerocodon · 
Stapelia · 
Stapelianthus · 
Stapeliopsis · 
Stathmostelma · 
Stenomeria · 
Stenostelma · 
Stigmatorhynchus · 
Schizozygia · 
Tacazzea · 
Tectiphiala · 
Trachelospermum · 
Urceola · 
Vallariopsis · 
Vinca (maagdenpalm) · 
Vincetoxicum (engbloem)